# Památník povodní 1997 ve Vrbně pod Pradědem
Památník povodní 1997 ve Vrbně pod Pradědem je menší kamenný památník, který je umístěn na jižním až jihozápadním okraji města Vrbno pod Pradědem ve Střelniční ulici a připomíná tragické události těchto povodní. 

## Důvody umístění památníku
Během povodní na Moravě a Odře v roce 1997 patřily mezi nejvíce postižené oblasti vesnice a města  podél řek Opavy a Opavice, které zaplavily Vrbno pod Pradědem, Karlovice, Nové Heřminovy, Krnov, Město Albrechtice a další obce. Město Vrbno pod Pradědem se navíc nachází na soutoku hned tří řek, Bílé, Střední a Černé Opavy.
Povodně z roku 1997 jsou ve Vrbně pod Pradědem vedle povodní z roku 1940 považovány za největší a nejničivější ve 20. století, navíc ještě hrozila rozsáhlá havárie vysokotlakého vedení plynu. Soutok tří řek ve městě způsobil, že přes mezitím provedené protipovodňové úpravy, bylo město těžce zasaženo rovněž během povodní v září 2024.
Střelniční ulice se (kromě západního konce ulice v těsné blízkosti Bíle Opavy, kde ale není bytová zástavba) nachází mimo záplavové území. Rodinné domy zde mnohdy byly postaveny až po povodních v roce 1997 a část z nich vznikla jako nové bydlení pro občany, jejichž obydlí bylo povodněmi zničeno (za pomoci Červeného kříže a s využitím veřejné sbírky). Právě proto byl památník povodní 1997 umístěn přibližně doprostřed této ulice, nachází se u domu čp. 611 a má místním občanům i turistům připomínat tuto katastrofu.

## Popis památníku
Památník má tvar jen na hrubo opracovaného kvádru lomového kamene, nahoře je v něm obdélníkový otvor, do kterého je umístěn otočný kamenný válec, na kterém je ve spirále následující nápis:
| „ | Tyto domy postavil Červený kříž Bruntál z veřejné sbírky po ničivé povodni 1997 | “ |

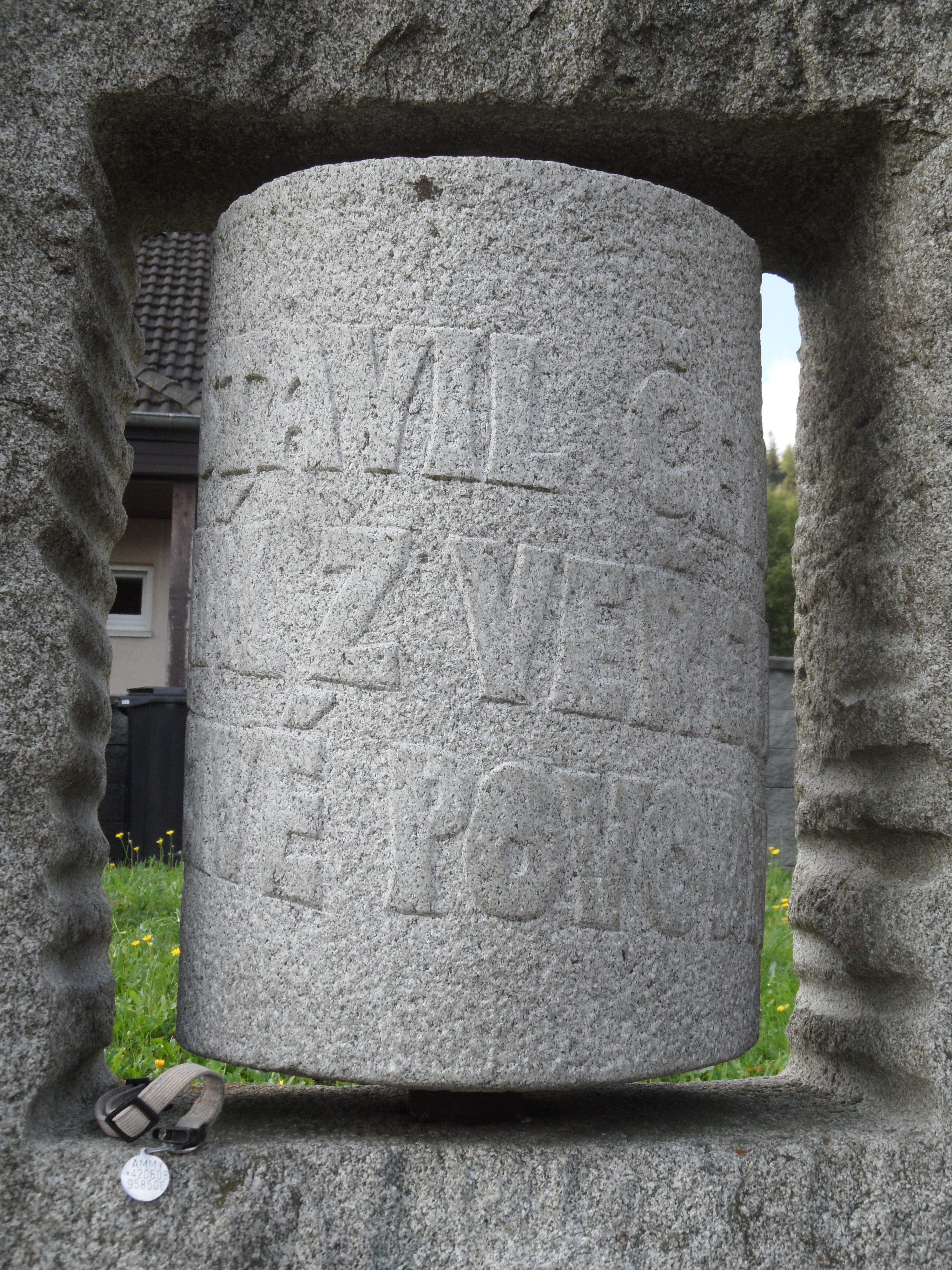
Památník povodní 1997: detail válce s nápisem.
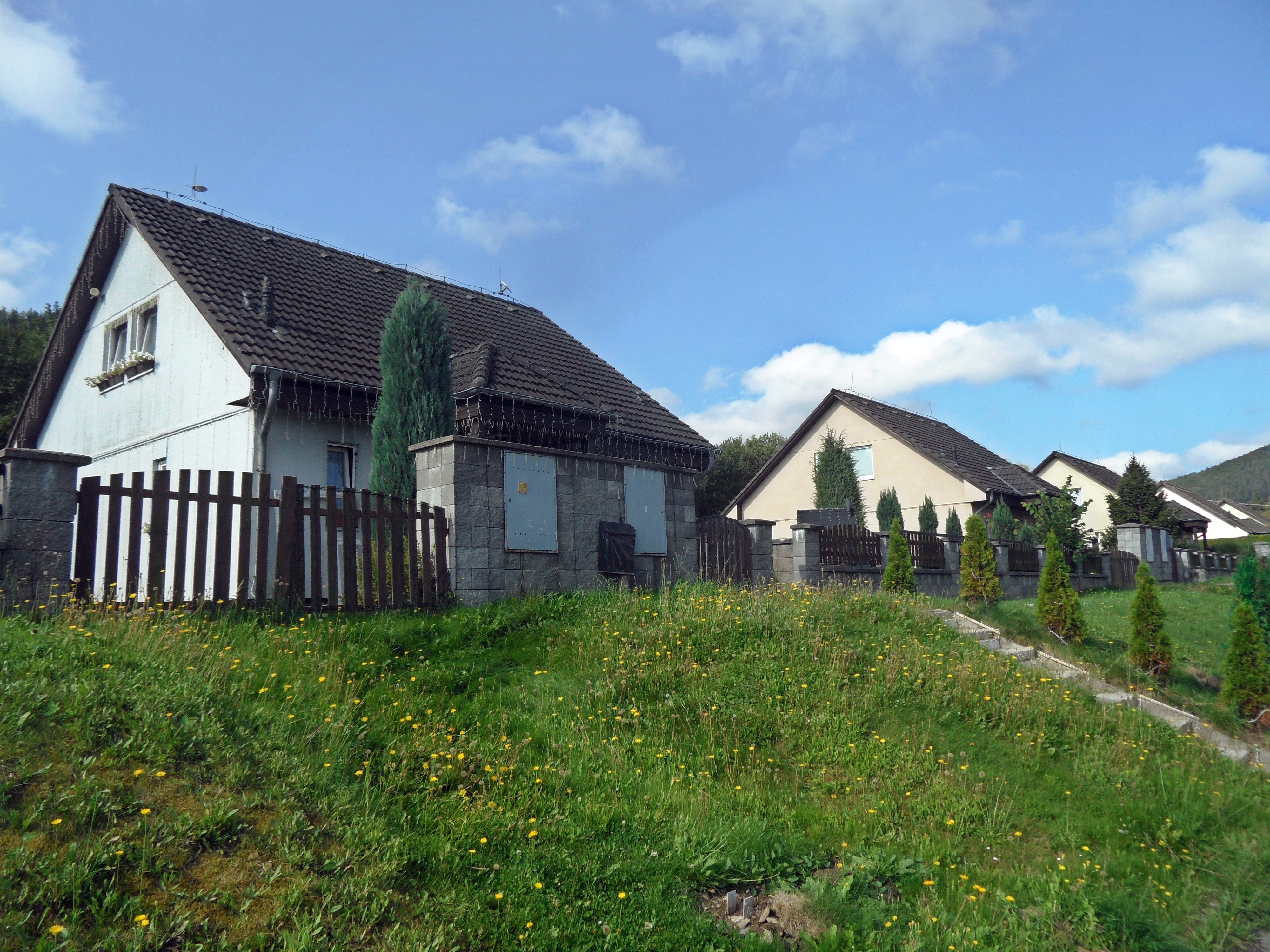
Rodinné domy ve Střelniční ulici byly často postaveny právě až po povodních z roku 1997.
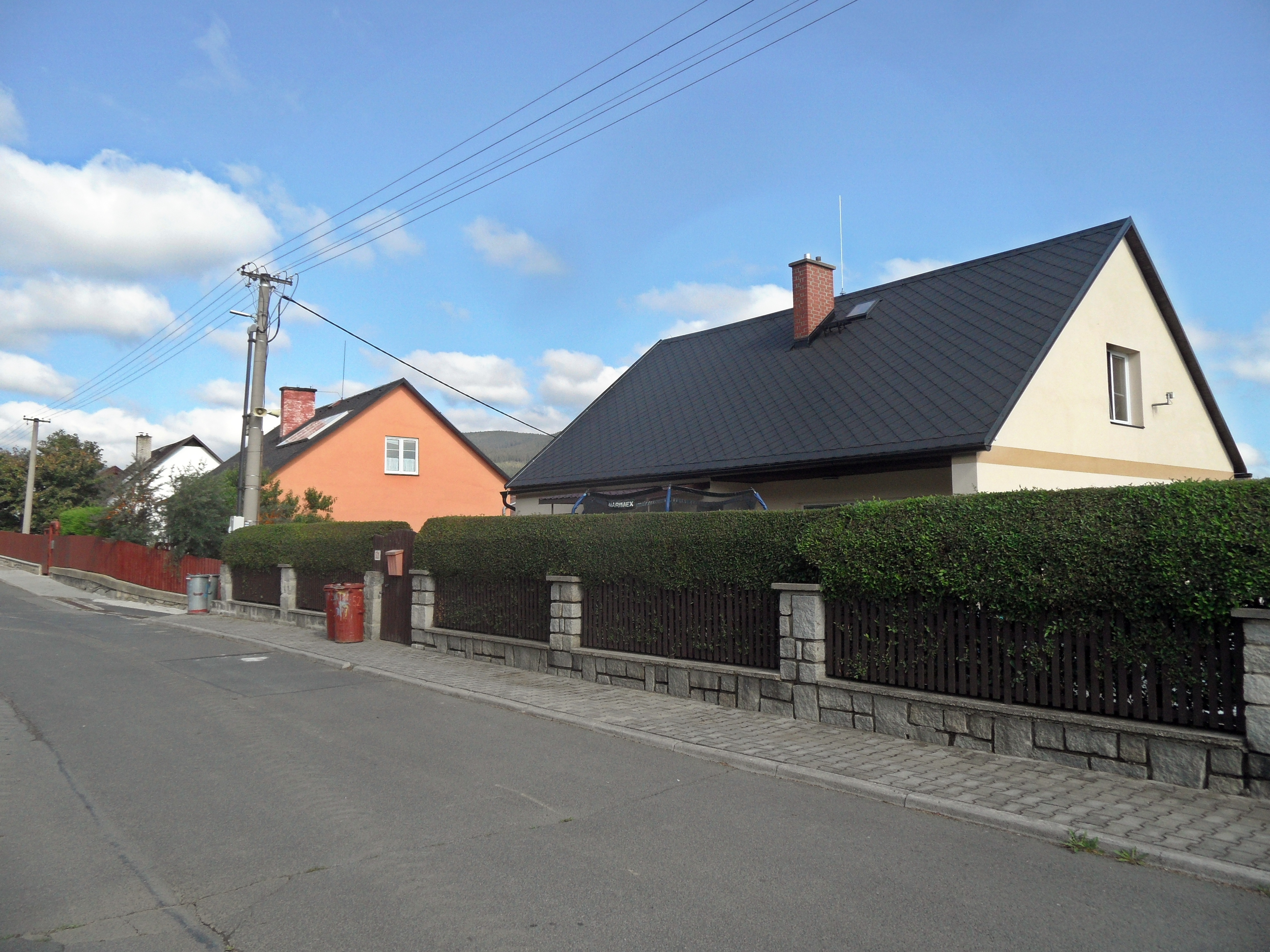
Rodinné domy ve Střelniční ulici.

## Kříž ve Střelniční ulici
Ve Střelniční ulici se nachází ještě jedna památka, kříž před domem čp. 471 (u křižovatky s ulicí Křivá), necelých 200 metrů přibližně východním směrem, ve starší zástavbě blíže k hlavnímu náměstí Sv. Michala. Rok vzniku kříže se nepodařilo zjistit, ale mohl by se vztahovat k čarodějnickým procesům, které (byť v menší míře) postihly také Vrbno pod Pradědem. Obě popravy údajných čarodějnic byly provedeny právě ve Střelniční ulici.

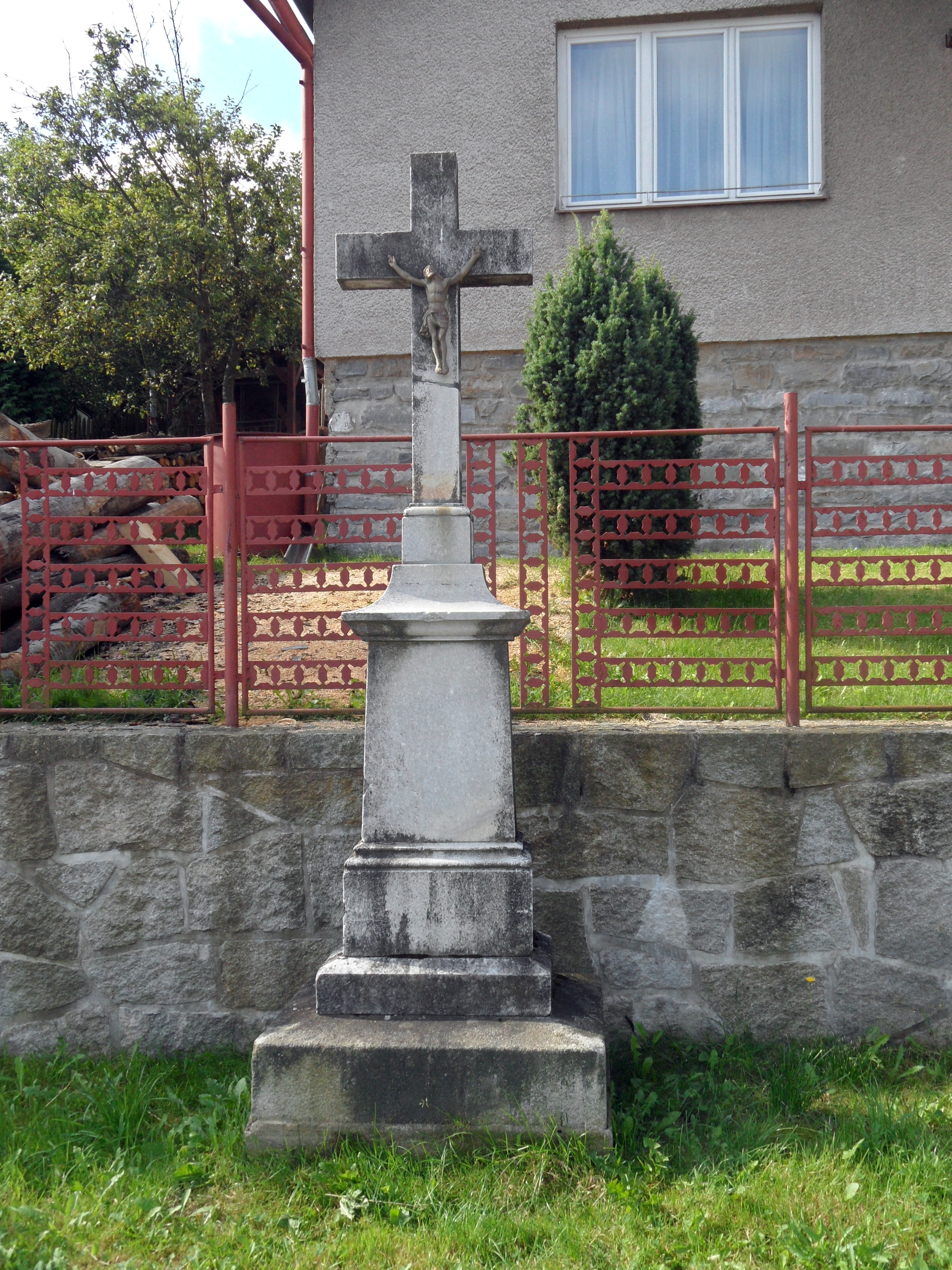
Kříž ve Střelniční ulici.
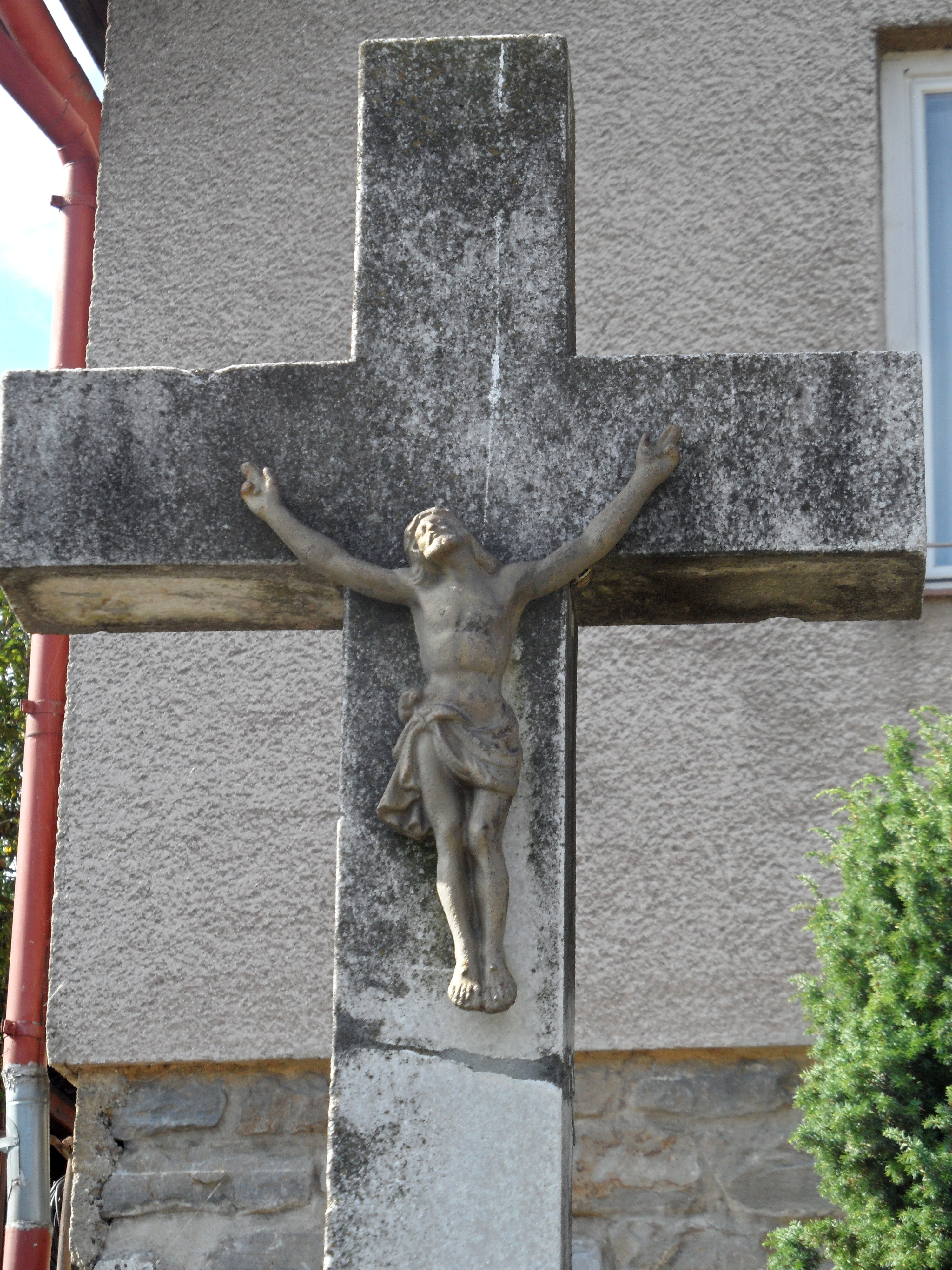
Detail kříže.